# Rougeotia calumniosa
Rougeotia calumniosa is een vlinder uit de familie uilen (Noctuidae). De wetenschappelijke naam van deze soort is voor het eerst geldig gepubliceerd in 1939 door Berio.
De soort komt voor in tropisch Afrika.